# Slaget vid Toverud
Slaget vid Toverud var en skärmytsling som ägde rum på gården Toverud i Aurskog i Norge på natten mellan den 19 och 20 april 1808, under det dansk-svenska kriget 1808–1809.

## Bakgrund
Den 14 april 1808 korsade den andra svenska brigaden under överste Schwerin den svensk-norska gränsen vid Skillingsfors och tågade västerut mot Aurskog och Høland. Major Friederich Christopher von Ditten, som var befälhavare för de små norska utposterna stationerade i området, valde att dra sina trupper tillbaka över älven Glomma i stället för att anfalla svenskarna. Detta innebar att vägen var öppen för greve Axel Otto Mörners ryttare, som sedan ockuperade en övergiven skans vid Blaker den 16 april.
Prins Karl August hade informerats om det svenska anfallet och beordrade sex kompanier och några dragoner, totalt 2 200 man, att marschera norrut från Råde, och på kvällen den 18 april tillbringade prinsen och hans trupper natten vid Trøgstads kyrka. Det var under sin vistelse där som han fick höra att svenskarna hade intagit Blakers skans. Således, i gryningen den 19 april, fortsatte han den snabba marschen norrut mot Aurskog.
Samma dag skickade överste Schwerin även ett kompani norrut mot Blaker att förstärka greve Mörner, men vid Killingmo sammandrabbade de med den norska förtruppen och valde att retirera tillbaka till överste Schwerins högkvarter på Haneborg. Prins Karl August hade därmed lyckats skära av greve Mörner och hans trupper från den andra svenska brigaden, och genom att beordra två av sina kompanier att förskansa sig på gårdarna i Rakkestad avsåg prinsen att blockera greve Mörners reträttvägar.

## Slaget
Major Paul Weibye hade enligt prins Karl Augusts plan tågat i riktning mot Blaker med fem kompanier och 40 dragoner för att hitta en lämplig plats för att stoppa fienden, och valde att ockupera Toverud gård på eftermiddagen den 19 april. Major Weibye ställde upp sina trupper med fronten riktat mot söder, där 250 svenska soldater under greve Mörner var stationerade, medan det lätta kompaniet placerades längre norrut mot Haneborg.
Greve Mörner insåg att de norska styrkorna var på väg att omringa hans trupper och beslutade att snabbt dra sig tillbaka till huvudstyrkan vid Haneborg. I all hast började svenskarna marschera mot de norska positionerna runt Rakkestad, men på grund av snön blev det svårt för de svenska trupperna att kringgå de norska trupperna. Detta gav dem inget annat val än att anfalla. Mörner valde att inleda attacken med en kavalleristormning och skickade först ut husarerna. Då de norska soldaterna avfyrade sina musköter för tidigt fick svenskarna övertaget eftersom norrmännen inte hade tid med att ladda om, och försvaret bröts itu när husarerna kom fram till de norska linjerna.
Svenskarna hade alltså penetrerat delar av norrmännens försvarsställningar vid Rakkestad, men insåg snart att de också måste penetrera trupperna som hade förskansat sig i Toverud. Greve Mörner beordrade att husarerna skulle vara först i raden på nytt och storma den norska ställningen vid Toverud med Mörner och infanteriet bakom dem. Men den här gången drevs husarerna tillbaka, och Mörner beslöt i stället att göra ett bajonettanfall. Men innan de svenska trupperna hade lyckats omorganisera sig för att göra en ny attack hade de norska styrkorna börjat anfalla dem i flankerna. Greve Mörner insåg då att de inte kunde penetrera det norska försvaret på Toverud, och valde att kapitulera inför den norske löjtnanten Gregers Lund.

## Efter slaget

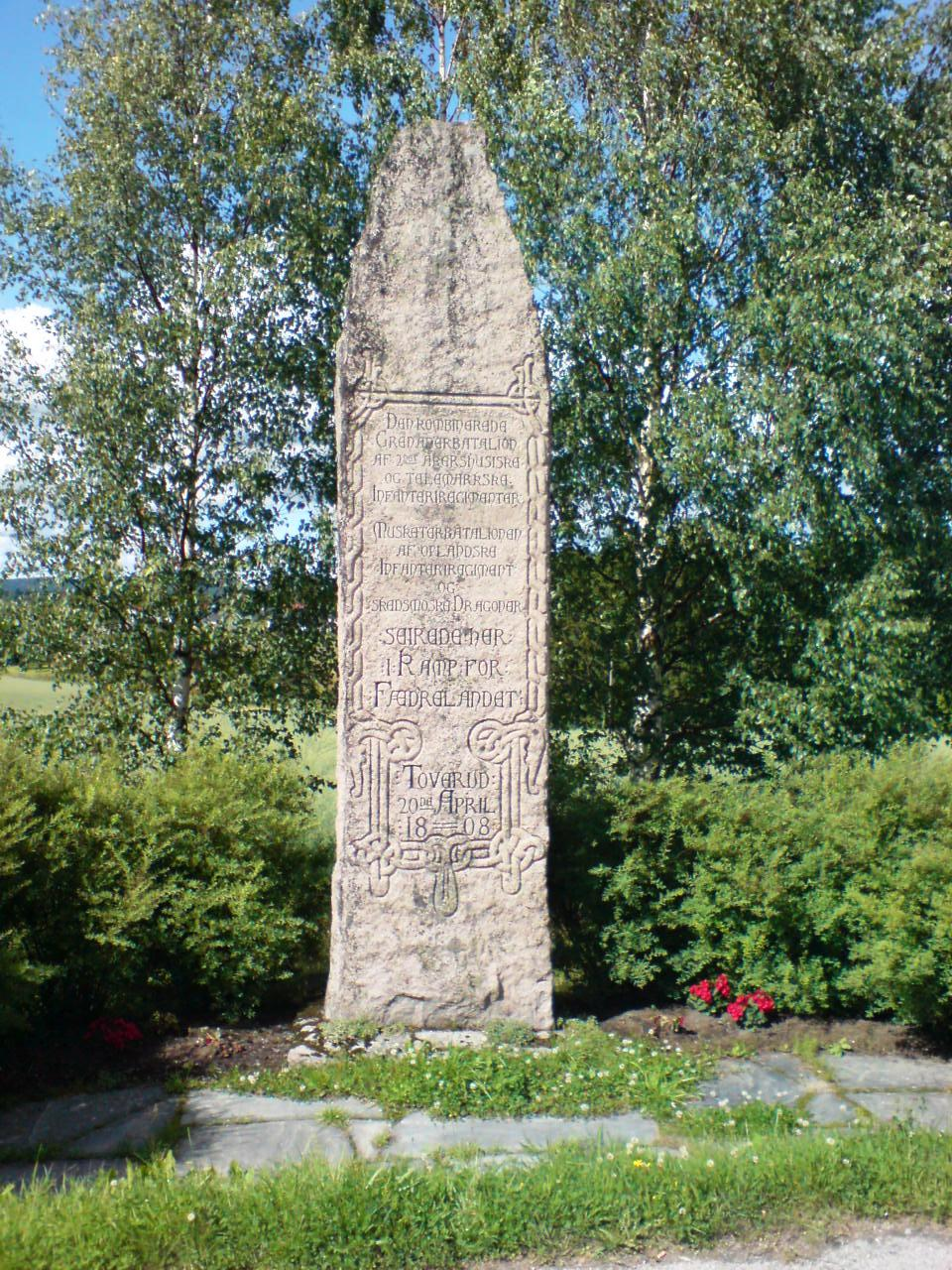
Toverudmonumentet (Toverudstøtta)

112 svenska grenadjärer och husarer, samt 9 officerare togs till fånga efter slaget. Dessa fångar paraderade sedan genom Kristiania till Akershus fästning. Greve Mörner placerades som en fånge på Ulefoss Hovedgaard hos Niels Aall, och frigavs senare under 1809.
I samband med slagets 100-årsjubileum år 1908 uppfördes monumentet Toverudstøtta till minne av slaget.